# Криптосистема Бенало
Криптосистема Бенало — модификация криптосистемы Гольдвассер — Микали. Основное их отличие состоит в том, что криптосистема позволяет зашифровывать блок данных единовременно, в то время как в схеме Гольдвассера и Микали каждый бит данных шифруется отдельно.
Разработана Джошем Бенало в 1988 году. Получила применение в системах электронного голосования.
Система является частично гомоморфной. Как и во многих криптосистемах с открытым ключом, эта система работает в группе {\displaystyle \mathbb {(} {Z}/n\mathbb {Z} )^{*}} , где {\displaystyle n} — произведение двух простых чисел.

## Описание алгоритма

### Генерация ключа
1. Выбираются блок размера {\displaystyle r} и два больших различных простых числа {\displaystyle p} и {\displaystyle q}, удовлетворяющие следующим условиям:
  1. {\displaystyle r} и {\displaystyle (p-1)/r} — взаимно простые ;
  2. {\displaystyle r} и {\displaystyle q-1} — взаимно простые.
2. Вычисляется {\displaystyle n=p\times q}, {\displaystyle \phi =(p-1)(q-1)};
3. Выбирается {\displaystyle y\in \mathbb {Z} _{n}^{*}} так, что {\displaystyle y^{\phi /r}\not \equiv 1\mod n}.
Замечание: если {\displaystyle r} составное, то вышеуказанные условия не являются достаточными для обеспечения правильной расшифровки[3], то есть для того, чтобы всегда выполнялось {\displaystyle D(E(m))=m}. Чтобы избежать подобного, предлагается выполнять следующую проверку: пусть {\displaystyle r=p_{1}p_{2}\dots p_{k}}. Тогда {\displaystyle y} выбирается таким образом, чтобы для каждого {\displaystyle p_{i}} выполнялось {\displaystyle y^{\phi /p_{i}}\neq 1\mod n} .
4. Пусть {\displaystyle x=y^{\phi /r}\mod n};

Тогда открытым ключом является {\displaystyle (y,r,n)}, а секретным ключом — {\displaystyle (\phi ,x)}.

### Шифрование
Шифрование сообщения {\displaystyle m\in {\mathbb {Z} }_{r}}:
1. Выбирается произвольное {\displaystyle u\in {\mathbb {Z} _{n}^{*}}};
2. Тогда {\displaystyle E_{r}(m)=y^{m}u^{r}\mod n}.

### Расшифрование
Для начала заметим, что для любых {\displaystyle m\in {\mathbb {Z} }_{r}} и {\displaystyle u\in {\mathbb {Z} }_{n}^{*}} выполняется: {\displaystyle a=(c)^{\phi /r}\equiv (y^{m}u^{r})^{\phi /r}\equiv (y^{m})^{\phi /r}(u^{r})^{\phi /r}\equiv (y^{\phi /r})^{m}(u)^{\phi }\equiv (x)^{m}(u)^{0}\equiv x^{m}\mod n}
Таким образом, чтобы вычислить {\displaystyle m}, зная {\displaystyle a}, проводится операция дискретного логарифмирования из {\displaystyle a} по основанию {\displaystyle x}. Если число {\displaystyle r} небольшое, возможно нахождение {\displaystyle m} через исчерпывающий перебор, то есть проверкой выполнения равенства {\displaystyle x^{i}\equiv a\mod n} для всех {\displaystyle 0\dots (r-1)}. При больших значениях {\displaystyle r}, нахождение {\displaystyle m} можно проводить с помощью алгоритма Гельфонда — Шенкса (алгоритм больших и малых шагов), получив временную сложность расшифрования {\displaystyle O({\sqrt {r}})}.
Расшифрование шифртекста {\displaystyle c\in {\mathbb {Z} }_{n}^{*}}:
1. Вычисляется {\displaystyle a=c^{\phi /r}\mod n};
2. Подбирается {\displaystyle m=\log _{x}(a)}, то есть такое {\displaystyle m} , что {\displaystyle x^{m}\equiv a\mod n}

## Свойства криптосистемы

### Гомоморфизм
Криптосистема Бенало гомоморфна относительно операции сложения:
{\displaystyle {\mathcal {E}}(x_{1})\cdot {\mathcal {E}}(x_{2})=(g^{x_{1}}u_{1}^{r})(g^{x_{2}}u_{2}^{r})=g^{x_{1}+x_{2}}(u_{1}u_{2})^{r}={\mathcal {E}}(x_{1}+x_{2}\;{\bmod {\;}}r)}, где  {\displaystyle {\mathcal {E}}(x)} является функцией шифрования от сообщения {\displaystyle x}

### Стойкость
Стойкость криптосистемы Бенало основана на труднорешаемой задаче о вычетах высокой степени. Зная размер блока {\displaystyle r}, модуль {\displaystyle n} и шифртекст {\displaystyle E(M)}, где разложение на множители числа {\displaystyle n} неизвестно, — определить открытый текст вычислительно сложно.